# سکسن‌اوشاغی (اورتاکوی)
سکسن‌اوشاغی (به ترکی استانبولی: Seksenuşağı) یک منطقهٔ مسکونی در ترکیه است که در اورتاکوی (آق‌سرای) واقع شده‌است.